# Garnizon Drawno
Garnizon Drawno – były garnizon wojskowy w Drawnie; wcześniej armii pruskiej, dalej Cesarstwa Niemieckiego, następnie armii niemieckiej (1939–1945), w latach 1945 do 1948 jako komendantura Armii Czerwonej/Radzieckiej, od 1951 do 2003 polski garnizon wojskowy Wojska Polskiego.

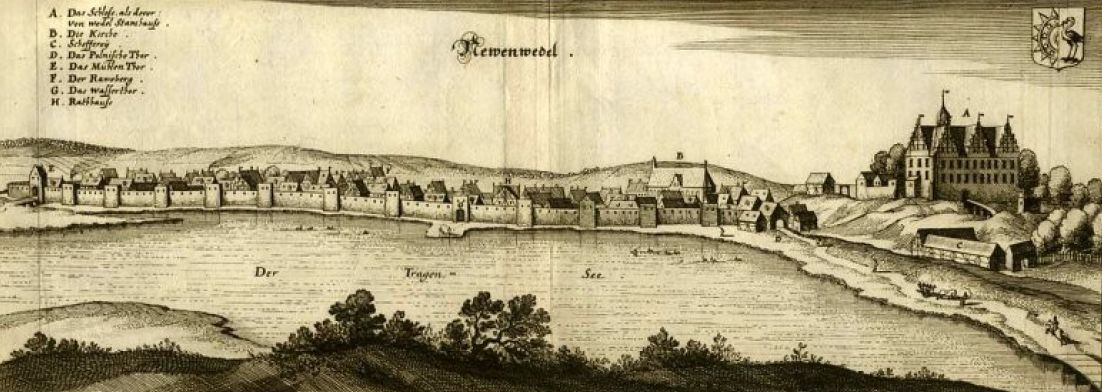
Panorama Drawna z 1652

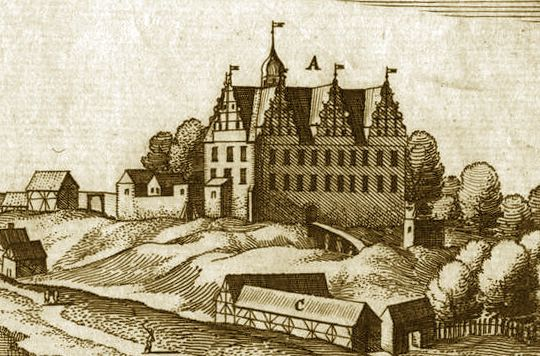
Zamek w Drawnie (XVII w.)

## Historia wojska, garnizonu Drawno (Neuwedell) do 1945

### Drawno w średniowieczu
Ziemie okolic Drawna stanowiły we wczesnym średniowieczu pogranicze Pomorza i Wielkopolski. W X wieku wraz z ziemią choszczeńską zostały włączone do państwa polskiego przez Mieszka I. Przy drodze pomiędzy jeziorami powstał gród obronny z osadą. Duża liczba rzek, jezior i lasów zapewniał obfitość ryby i zwierza. Ukształtowanie terenu sprzyjało zakładaniu osad i ich obronie. Wszelkie dane wskazują, że zamkowy gród obronny powstał przed 1296. Zadanie budowy zamku powierzono braciom Zulisowi Hasso i Ludolfowi von Wedelowi z Korytowa. W lutym 1296, po śmierci Przemysła II, ziemie okolic Drawna zostały opanowane przez margrabiów brandenburskich i włączone do Nowej Marchii. Nieznana jest pierwotna nazwa grodu. W 1313 gród został po raz pierwszy wymieniony w dokumentach pod nazwą „Nowy Wedel”, która wielokrotnie była zmieniana. Drawno stało się własnością niemieckiego rodu rycerskiego von Wedel. Historycy datują otrzymanie praw miejskich na okres od 1313 do 1333. Gród był w tym czasie lennem rodu von Wedel. Rozwój ekonomiczny miasta następował dzięki produkcji rzemieślniczej, rolniczej i rybołówstwa. Jednak ciągłe walki na tym obszarze oraz zmiany właścicieli nie sprzyjały osadnictwu. Z Marchii Brandenburskiej ziemie przeszły pod panowanie Luksemburgów. W 1326 stacjonowały wojska Władysława Łokietka.
Wojsko w latach VII w. – XII w.
- wojowie plemiona pomorskiego (VII/IX wiek)
- wojowie drużyn książęcych Mieszka I (do 1268)
- rycerstwo rodu von Wedel (po 1268)
- wojska Władysława Łokietka (1326)

### Okres XIV, XV, XVI, XVI, XVII wieku
W XIV wieku miasto otoczono murami i wybudowano ratusz. Nadgraniczne położenie sprawiało, że przez wieki miejscowość narażona była na bitwy i spory. Wojna trzydziestoletnia, wojna ze Szwedami, pożary i zarazy, spowodowały upadek ekonomiczny miasta. W końcu XVIII wieku Drawno i ziemie drawieńskie leżały na tzw. granicy brandenbursko-wielkopolskiej, których przebieg wyznaczały rzeki Drawa i Płociczna. W latach 1402–1454 Drawno należało przejściowo do państwa krzyżackiego, w międzyczasie (1433–1436) było lennem polskim. W XVI w. nastąpiło nasilenie osadnictwa za sprawą Rüdigera von Wedela. Powstały nowe wsie i folwarki, między innymi: Brzeziny, Niemieńsko, Dominikowo, Rościn. Od roku 1454 aż po koniec II wojny światowej Drawno i okolice znajdowały się już nieprzerwanie pod jurysdykcją Brandenburgii i jej prawnych następców: Królestwa Pruskiego (1701–1871) oraz Niemiec (1871–1945). Liczne wojny i bitwy (szczególnie potop szwedzki – 1655) wyniszczały miasto i miejscową ludność. W okresie tym w garnizonie Drawno i w jego rejonie stacjonowały i przemieszczały się: rycerze marchijscy, wojska szwedzkie (wojny szwedzkie – 1675), wojska szkockie w służbie szwedzkiej (1633), wojska duńskie, rosyjskie (wojna siedmioletnia), wojska pruskie.
Wojsko, jednostki w latach 1400–1758
W okresie tym stacjonowały i przemieszczały się wojska, jednostki między innymi:
- wojska polskie zajęły zamek w Drawnie podczas wojny z Krzyżakami (1410)
- załoga krzyżacka obsadziła zamek w Drawnie podczas wojny z Polską (1433)
- załoga polska Sędziwoja z Ostroroga obsadziła zamek w Drawnie podczas wojny z Krzyżakami (1433)
- wojska elektora Albrechta Achillesa (1478)
- wojska Rüdigera von Wedel (1556–1592)
- wojska polskie pułkownika Aleksandra Józefa Lisowskiego w służbie wojsk cesarskich (1627)
- kompania regimentu Alt-Sachsen Wallensteina (1628)
- rajtarzy Lodovica Francesca Peruzziego (1628)
- kompanie szkockie w służbie szwedzkiej Davida Drummonda (1633)
- wojska Stefana Czarnieckiego (1659)
- wojska szwedzkie (1675)
- oddział kawalerii rosyjskiej generała majora Tomasza Demiku(inne języki) (1758)

### Garnizon Królestwa Prus
W XVII i XVIII w. popularne stało się tutaj szklarstwo, wykorzystujące do produkcji szkła naturalne surowce mineralne. W XVIII w. rozwinęło się tkactwo, które upadło na początku XIX w. wskutek konkurencyjnej produkcji fabrycznej.
Wojsko, jednostki w latach 1776–1846
W garnizonie w XIX wieku stacjonowały:
- oddział por. Ferdinanda von Schilla (1776–1809)
- wojska V Korpusu Wielkiej Armii marszałka Jeana Lannesa (1806)
- wojska Korpusu Wyzwoleńczego gen. Johanna Dawida von Yorcka (1813)
- 1 pluton z 4 kompanii inwalidów – dowódca ppor. Schnaepel (1823–1846?)

### Garnizon Cesarstwa Niemieckiego
Pod koniec XIX w. nastąpiło ożywienie gospodarcze, kiedy to zbudowano szosę i przeprowadzono linię kolejową elektryczną. Po I wojnie światowej zaznaczył się w Drawnie spadek ludności, emigrującej w poszukiwaniu pracy do zachodnich prowincji Niemiec. W 1900 roku ówczesny Neuwedell zamieszkiwało 2821 mieszkańców (w ogromnej większości Niemców), zaś w 1939 już tylko 2711. Do roku 1938 miasto podlegało administracyjnie Nowej Marchii (Neumark), a w latach 1938–1945 Prowincji pomorskiej (Provinz Pommern).

## Garnizon (1939–1945)

### Garnizon III Rzeszy
W okresie II wojny światowej w Drawnie stacjonowała niemiecka jednostka wojskowa zajmująca się przechowywaniem rakiet V-2 i ich przygotowaniem do transportu na front, na stanowiska ogniowe w Holandii. Obszar powiatu choszczeńskiego wchodził w skład tzw. Wału Pomorskiego.
Jednostki w latach 1939–1945
W latach 1939–1945 w rejonie garnizonu Drawno stacjonowały:
- część obozu jenieckiego dla radzieckich jeńców wojennych (niem. 102 Arbeitsbataillon)
- niemiecka jednostka wojskowa Muna Lager, składnica amunicji, gdzie składowano elementy V-2 (Zakład Amunicji Wojsk Lądowych niem. H. Ma. Heeres-Munitionsanstalt)

### Garnizon w 1945
22 stycznia 1945 roku w Kreis Arnswalde ogłoszono ewakuację. 12 lutego 1945 roku miasto noszące nazwę (niem. Neuwedell) zostało zdobyte przez wojska radzieckie. Nazwa Neuwedel funkcjonowała niemal nieprzerwanie od XIV wieku do 1945 roku. Po włączeniu miasta do Polski, zanim jeszcze nazwane zostało Drawnem, przez krótki czas nosiło ono nazwę Nowe nad Drawą, potem Kniazie.
Jednostki w 1945
W 1945 stacjonowały, operowały jednostki niemieckie, radzieckie i polskie:
- 503 batalion Czołgów Ciężkich(inne języki)
- pułk spadochroniarzy (Fallschirmjäger-Regiment) (dowódca płk. Gerhard Schacht(inne języki))
- 1323 Pułk Strzelecki (dowódca płk. Gieorgij A. Mołczanow) z 415 Dywizji Strzeleckiej
- 533 Pułk Przeciwpancerny (dowódca mjr Michaił Goworow(inne języki)) 61 Armii
- 1183 Pułk Strzelecki 356 Dywizji Strzeleckiej(inne języki) (dowódca gen. Michaił G. Makarow(inne języki)) 61 Armii
- 37 Gwardyjski Kobryński Pułk Strzelecki(inne języki) (dowódca płk Rafał Isajewicz Milner(inne języki)) 12 Dywizji Strzeleckiej(inne języki) 61 Armii
- 2 Dywizja Artylerii (2DArt.)
- 1 Samodzielna Brygada Moździerzy

## Garnizon (1945–1989)

### Komendantura Armii Czerwonej/Radzieckiej 1945–1948
12 lutego 1945 roku miasto zostało zdobyte przez wojska radzieckie, w wyniku czego 40% zabudowań legło w gruzach, głównie w śródmieściu. W wyniku II wojny światowej miasto zostało przekazane Polsce i otrzymało ostatecznie nową nazwę Drawno, które stało się polskim garnizonem dopiero w 1951 r., kiedy w koszarach zafunkcjonował 41bsap z 14DP.
Jednostki 1945–1948
W okresie powojennym w Drawnie do 1948 znajdowała się:
- JW 28291 Armii Radzieckiej (składowisko/fabryka podziemna broni i amunicji; od 1945 do 1948; dowódca ppłk Rukin)

### Wojsko Polskie w okresie Rzeczypospolitej Polskiej (1945–1951)
Jednostki po 1945
W okresie powojennym w Drawnie od 1945 kwaterowały:
- 2 Pułk Rolno-Gospodarczy (dowódca ppłk Józef Pugaczewski; od 1945 do 1946) z 1 Dywizji Rolno-Gospodarczej
- 083 posterunek obserwacyjno-meldunkowy z 3 kompanii 49 samodzielnego batalionu obserwacyjno-meldunkowego

### Garnizon Wojska Polskiego w okresie Polskiej Rzeczypospolitej Ludowej (1951–1989)
W 1951 powstał polski Garnizon Drawno, w koszarach zafunkcjonował 41bsap z 14DP, a w 1969 – 94 Wojskowa Składnica Materiałów Topograficznych. W 1970 powstała WAK przy JW 4666. Wcześniej kompleks koszarowy administrowała JW 1276 Cybowo. Pierwszym kierownikiem był Bernard Mieleszuk. W 1975 powstał Garnizonowy Węzeł Łączności, w 1987 nastąpiła wymiana centrali na EACT 200 NN MK, która funkcjonowała do końca istnienia GWŁ (1996), po rozformowaniu funkcję organizatora łączności przejął Rejonowy Węzeł Łączności w Drawsku Pomorskim. W 1977 WAK rozpoczęła administrować wybudowanymi budynkami na osiedlu wojskowym. WAK świadczyła prace na rzecz jednostek garnizonu Drawno.
Jednostki od 1951
W okresie powojennym w Drawnie od 1951 znajdowały się następujące jednostki wojskowe i instytucje wojskowe:
- 41 batalion saperów
- 94 Wojskowa Składnica Materiałów Topograficznych
- 083 posterunek obserwacyjno-meldunkowy z 49 batalionu obserwacyjno-meldunkowego
- 7 Okręgowa Składnica Sprzętu Inżynieryjnego i Materiałów Wybuchowych
- WCH
- GOM
- GWŁ
- WAK
- GAM

## Garnizon (1989–2003)

### Garnizon Sił Zbrojnych Rzeczypospolitej Polskiej (1989–2003)
W 1989 w związku ze zmianami politycznymi w Polsce zostały wprowadzone zmiany organizacyjne w Siłach Zbrojnych RP. W 1997 zafunkcjonował kapelan wojskowy w garnizonie Drawno, a zarazem w składnicy, ks. ppłk Franciszek Kędziora. Wcześniej posługę pasterską sprawował ks. prałat Stanisław Gulczyński. 31 grudnia 1999 została rozformowana rozkazem Szefa Sztabu Generalnego WP nr Pf-70/Org. z dnia 24 czerwca 1999 jednostka garnizonu Drawno 7 Okręgowa Składnica Sprzętu Inżynieryjnego i Materiałów Wybuchowych. Składnicę przekształcono na Skład Materiałowy Drawno, jednocześnie włączono w skład nowo formowanej 2 Rejonowej Bazy Materiałowej, której komenda mieściła się w Wałczu. W 2002 WAK Garnizonu Drawno została rozformowana. Zadania dotyczące wojskowych mieszkań przeszły pod GAM. Garnizon Drawno funkcjonował do 2003. Obszar Garnizon Drawno po likwidacji objął swoją właściwością garnizon Choszczno.
Jednostki 1989–2003
W garnizonie Drawno po 1989 znajdowały się następujące jednostki wojskowe i instytucje wojskowe:
- 7 Okręgowa Składnica Sprzętu Inżynieryjnego i Materiałów Wybuchowych
- 94 Wojskowa Składnica Materiałów Topograficznych
- GOM
- GAM
- GWŁ
- WAK
- Skład Materiałowy Drawno z 2 Rejonowej Bazy Materiałowej

## Żołnierze garnizonu

### Dowódcy garnizonu
W latach 1951 do 2002 dowódcami garnizonu byli:

- mjr Maciej Kondakow (1951–1953)
- kpt. Jerzy Kominko (1953–1953)
- kpt. Longin Komosiński (1953–1956)
- kpt. Jan Bielański (1956–1957)
- kpt. Michał Owczarek (1957–1959)
- mjr Michał Pierzchalski (1959–1962)
- mjr Andrzej Kiryluk (1962–1963)
- mjr Władysław Łatuszyński (1963–1964)
- mjr Edward Zduńczuk (1964–1964)
- ppłk Franciszek Bałaj (1964–1971)
- ppłk Jan Sobieszek (1971–1974)
- ppłk Kazimierz Poleszuk (1974–1978)
- ppłk Lucjan Lewandowski (1978–1979)
- ppłk Henryk Kędzierski (1979–1988)
- ppłk Damian Kubica (1988–1994)
- mjr Waldemar Gawrylak (1994–1998)
- mjr Andrzej Szutowicz (1998–2003)

### Oficerowie garnizonu
- Albrecht III Achilles
- Sędziwój Ostroróg
- pułkownik królewski Aleksander Józef Lisowski
- marszałek Jean Lannes
- kpt. Albin Stanisławski
- ppłk Andrzej Szutowicz

## Ciekawostki związane z garnizonem Drawno
- w latach 1951 do 2003 garnizon Drawno wizytowało wiele osobistości wojskowych i cywilnych, w tym: gen. bryg. Leopold Raznowiecki, płk F. Gach, gen. Zbigniew Blechman, biskup pomocniczy Jan Gałecki, posłowie na Sejm Małgorzata Rodde i Ryszard Tomczyk, senator RP Witold Gładkowski, arcybiskup metropolita Zygmunt Kamiński, gen. bryg. Ryszard Żuchowski, burmistrzowie Drawna – I. Rzeźniewski, Andrzej Chmielewski, gen. Józef Użycki, arcybiskup Marian Przykucki, gen. bryg. Janusz Lalka, gen. bryg. B. Grobelny[35];
- najdłużej dowódcą garnizonu Drawno był ppłk Henryk Kędzierski, który był nim od 1979 do 1988;
- w okresie istnienia garnizonu Drawno, jej jednostki utrzymywały partnerskie kontakty z innymi jednostkami garnizonów, takimi jak: 13 Okręgowa Składnica MPS w Cybowie, Brygada Rakiet z garnizonu Choszczno, Delegatura WSW w Stargardzie Szczecińskim, po 1989 placówka Żandarmerii Wojskowej w Choszcznie, 10 batalion radiotechniczny z Choszczna[36].